# روديونس كوروكس
روديونس كوروكس (باللاتفية: Rodions Kurucs) مواليد 2 مايو 1998 في سسيس، لاتفيا، هو لاعب كرة سلة لاتفي. بدأ مسيرته الاحترافية في سنة 2012. يلعب في الدوري الإسباني لكرة السلة الدرجة الثانية. يبلغ طوله 6 قدم 9 بوصة (2.1 م). لعب مع في إي إف ريغا في دوري لاتفيا لكرة السلة.

## روابط خارجية
- روديونس كوروكس على موقع الاتحاد الدولي لكرة السلة (الإنجليزية)
- روديونس كوروكس على موقع الدوري الأوروبي لكرة السلة (الإنجليزية)
- روديونس كوروكس على موقع إن بي أي (الإنجليزية)
- روديونس كوروكس على موقع سبورتس رفرنس (الإنجليزية)
- روديونس كوروكس على موقع الدوري الإسباني لكرة السلة (الإسبانية)
- روديونس كوروكس على موقع كرة السلة الأوروبية.كوم (الإنجليزية)
- روديونس كوروكس على موقع DraftExpress.com (الإنجليزية)
- روديونس كوروكس على موقع إي إس بي إن.كوم (الإنجليزية)
- روديونس كوروكس على موقع ريلجم (الإنجليزية)
- روديونس كوروكس على موقع بروبوليرز (الإنجليزية)